# Suède aux Jeux olympiques d'été de 1936
La Suède est représentée aux  Jeux olympiques d'été de 1936 par une nombreuse délégation de 171 athlètes, dont 8 femmes. Elle reporte 20 médailles dont 6 en or et se place ainsi au 7e rang mondial. Une performance établie en grande partie grâce aux lutteurs nordiques. La Lutte demeurant en effet le premier sport pourvoyeur de médailles des Suédois : 9 dont 4 en or, soit quasiment la moitié de leur total global.

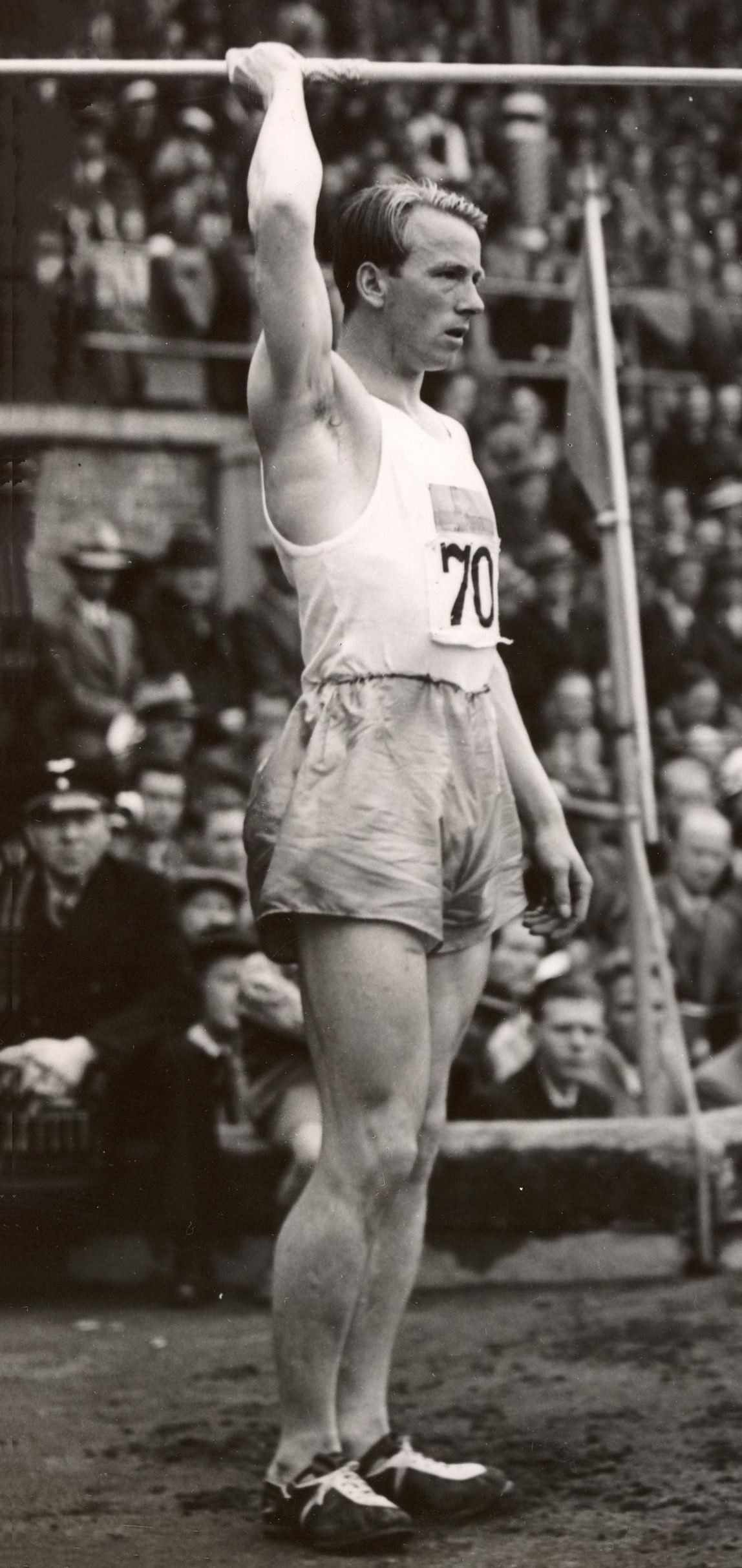
Lennart Atterwall termine au pied du podium en athlétisme, quatrième au lancer du javelot.

## Bilan global
| Sport       | Médaille d'or, Jeux olympiques | Médaille d'argent, Jeux olympiques | Médaille de bronze, Jeux olympiques | Total |
| Athlétisme  | 0                              | 0                                  | 2                                   | 2     |
| Boxe        | 0                              | 0                                  | 1                                   | 1     |
| Canoë-kayak | 1                              | 0                                  | 1                                   | 2     |
| Équitation  | 0                              | 0                                  | 1                                   | 1     |
| Escrime     | 0                              | 1                                  | 0                                   | 1     |
| Lutte       | 4                              | 3                                  | 2                                   | 9     |
| Tir         | 1                              | 0                                  | 1                                   | 2     |
| Voile       | 0                              | 1                                  | 1                                   | 2     |
|             | 6                              | 5                                  | 9                                   | 20    |

## Liste des médaillés

### Médailles d'or
| Sport                                           | Discipline                                    | Sportifs       |
| Médailles d’or : 6                              |                                               |                |
| Canoë-kayak                                     | 10 000 mètres kayak biplace démontable hommes | Sven Johansson |
| Lutte                                           |                                               |                |
| Lutte gréco-Romaine Poids mi-moyens, 72 - 79 kg | Rudolf Svedberg                               |                |
| Lutte gréco-Romaine Poids moyens, 66 - 72 kg    | Ivar Johansson                                |                |
| Lutte libre Poids mi-lourds, 79 - 87 kg         | Knut Fridell                                  |                |
| Lutte libre Poids lourds, +87 kg                | Johan Richthoff                               |                |
| Tir                                             | Pistolet à 50 m                               | Torsten Ullman |

### Médailles d'argent
| Sport                                    | Discipline                                | Sportifs                                                                                   |
| Médailles d’argent : 5                   |                                           |                                                                                            |
| Escrime                                  | Épée par équipe                           | Hans Drakenberg, Hans Granfelt Gustaf Dyrssen, Gustav Almgren Birger Cederin, Sven Thofelt |
| Lutte                                    |                                           |                                                                                            |
| Lutte gréco-romaine Poids coq, -56 kg    | Egon Svensson                             |                                                                                            |
| Lutte gréco-romaine Poids lourds, +87 kg | John Nyman                                |                                                                                            |
| Lutte libre Poids mi-moyens, 66 - 72 kg  | Thure Andersson                           |                                                                                            |
| Voile                                    | Quillard deux équipiers Star open (mixte) | Arvid Laurin, Uno Wallentin                                                                |

### Médailles de bronze
| Sport                                       | Discipline                                         | Sportifs                                                              |
| Médailles de bronze : 9                     |                                                    |                                                                       |
| Athlétisme                                  |                                                    |                                                                       |
| 5 000 m                                     | Henry Jonsson                                      |                                                                       |
| Lancer du marteau                           | Fred Warngård                                      |                                                                       |
| Boxe                                        | Poids légers (-61,2 kg)                            | Erik Ågren                                                            |
| Canoë-kayak                                 | 10 000 mètres kayak biplace hommes                 | Tage Fahlborg, Helge Larsson                                          |
| Équitation                                  |                                                    |                                                                       |
| Dressage par équipes                        | Gregor Adlercreutz,Sven Colliander Folke Sandström |                                                                       |
| Lutte                                       |                                                    |                                                                       |
| Lutte gréco-romaine Poids plume, 56 - 61 kg | Einar Karlsson                                     |                                                                       |
| Lutte libre Poids plume, 56 - 61 kg         | Gösta Frändfors                                    |                                                                       |
| Tir                                         | Pistolet feu rapide à 25 m                         | Torsten Ullman                                                        |
| Voile                                       | 6 m JI (mixte)                                     | Sven Salén, Lennart Ekdahl Martin Hindorff, Torsten Lord Dagmar Salén |

## Sources
- (en) Suède aux Jeux olympiques d'été de 1936 sur olympedia.org
- (en) Site officiel du comité olympique suédois
- (fr) Suède sur le site du Comité international olympique